# سويتشيرو تاناكا
سويتشيرو تاناكا (باليابانية: 田中宗一郎) هو لاعب كرة قدم ياباني، ولد في 1993 في اليابان. لعب مع سلافيا سراييفو ‏.